# André François-Poncet
André François-Poncet, född 13 juni 1887 i Provins, död 8 januari 1978 i Paris, var en fransk politiker och diplomat. Han var far till Jean François-Poncet. 
François-Poncet, som specialiserade sig på ekonomiska frågor, användes efter första världskriget för betydande tillfälliga uppdrag i Schweiz, USA, Ruhrområdet och så vidare. Han blev deputerad 1924, understatssekreterare för de sköna konsterna 1928 och ambassadör i Berlin 1931. År 1938 blev han ambassadör i Rom och från 1941 medlem av den av Philippe Pétain tillsatta nationalförsamlingen. År 1952 invaldes François-Poncet i Franska akademien.